# Terrible Certainty
Terrible Certainty – trzeci album studyjny grupy Kreator wydany w 1987 roku.

## Lista utworów
| Nr | Tytuł utworu           | Długość |
| -- | ---------------------- | ------- |
| 1. | „Blind Faith”          | 4:07    |
| 2. | „Storming with Menace” | 4:26    |
| 3. | „Terrible Certainty”   | 4:29    |
| 4. | „As the World Burns”   | 3:50    |
| 5. | „Toxic Trace”          | 5:33    |
| 6. | „No Escape”            | 5:01    |
| 7. | „One of Us”            | 4:00    |
| 8. | „Behind the Mirror”    | 4:34    |
|    |                        | 36:00   |

## Twórcy
- Mille Petrozza - gitara i wokal
- Jürgen Reil - perkusja
- Rob Fioretti - gitara basowa
- Jörg Trzebiatowski - gitara